# بولگالی (تاجیکستان)
بولگالی (تاجیکستان) (به لاتین: Bolgali) یک منطقهٔ مسکونی در تاجیکستان است که در ولایت سغد واقع شده‌است.